# Споделяне на файлове
Споделянето на файлове е практика на разпространение или предоставяне на достъп до цифрово складирана информация като компютърни програми, мултимедия (звук, изображения, видео), документи или електронни книги. Това може да се реализира по различни начини. Основните методи за съхранение, предаване и разпространение включват споделяне от ръка на ръка на сменяеми носители, централизирани сървъри за компютърни мрежи, web базирани документи свързани с хипервръзки и използването за разпространение на мрежи между потребителите (peer-to-peer networking).

## Типове споделяне на файлове

### Peer-to-peer споделяне на файлове
Потребителите могат да използват софтуер за връзка помежду си в мрежа (peer-to-peer network), за да търсят споделени файлове на компютъра на другите
потребители (peers), свързани в мрежата. Файловете, които представляват интерес, могат да се изтеглят директно от другите потребители в мрежата. Обикновено големите файлове се разбиват на малки парчета, които се получават от множество потребители и се сглобяват отново от теглещия информацията. Това се прави от
пиъра едновременно докато качва парчетата, които има на другите пиъри.

## История
За размяна на файлове за първи път се използва преносим носител. Във възможностите на компютрите е да четат файловете, използвайки файлова система за монтиране, бюлетин-борд системи (1978), Usenet (1979), Gopher и FTP сървъри. Internet Relay Chat (1988) и Hotline (1997) позволяват на потребителите да комуникират дистанционно през чат и да разменят файлове. MP3 кодирането, което е стандартизирано през 1991 година и значително намалява размера на звуковия
файл, нараства до широка употреба в края на 90-те. През 1998 година MP3.com и Audiogalaxy са създадени, Digital Millennium Copyright Act (DMCA) е анонимно приет и първият mp3 плейър е произведен. MP3.com предлага музика от независими музиканти и се разраства до обслужване на четири милиона тегления на ден.
През юли 1999 година Napster е пуснат като централизирана неструктурирана система „потребител към потребител“, нуждаеща се от централен сървър за индексиране и
откриване на потребителите. Той обикновено се кредитира за първата система „потребител към потребител“.
Gnutella, емагаре2000 и Freenet са пуснати през 2000 година, като MP3.com и Napster са изправени пред съдебни спорове. Gnutella, пусната през март, е първата нецентрализирана мрежа за файлово споделяне. В мрежата на Gnutella всеки свързващ се софтуер се счита за равен и няма централна точка за отказ. През юли е
пусната Freenet и се превръща в първата анонимна мрежа. През септември eDonkey2000 клиентът и сървърът са пуснати.
През 2001 година Kazaa и Poisoned за Мас са пуснати. Тяхната FastTrack мрежа е разпространена, която за разлика от тази на Gnutella, прибавя повече
трафик към „супер възлите“, за да увеличи маршрутизиращата ефективност. Мрежата е частна и криптирана и екипът на Kazaa направи значителни усилия, за да
държи другите клиенти, като например Mopheus, настрани от FastTrack мрежата.
През юли 2001 г. Napster е съден от няколко звукозаписни компании и загубва в делото „A & M Records Inc. срещу Napster Inc.“ В случая на Napster е
постановено, че онлайн доставчик на услуги не може да използва „кратко предаване през мрежата“ (transitory network transmission) съгласно DMCA, ако има
контрол над мрежата заедно със сървъра.
Малко след загубата в съда Napster е изключен, за да се изпълни присъдата. Това докара потребителите до другите peer-to-peer програми и файловото
споделяне продължи да расте. Популярността на Audiogalaxy Satellite нарасна, LimeWire клиентът и BitTorrent протоколът са пуснати. До спада на продажбите през 2004 г. е най-популярната програма за споделяне на файлове въпреки пакетите зловреден софтуер и правните битки в Холандия, Австралия и Съединените щати. През 2002 г. решение на съда в Токио затвори File Rogue и Асоциацията на звукозаписната индустрия на Америка (RIAA) заведе съдебно дело, което ефективно затвори AudioGalaxy.
От 2002 г. до 2003 г. няколко BitTorrent услуги са създадени, включително Suprnova.org, isoHunt, TorrentSpy и The Pirate Bay. През 2002 г. RIAA завежда
съдебни дела срещу потребители на Kazaa. В резултат на тези съдебни дела, много университети добавят правила за споделяне на файлове в училищните им административни наредби (макар че някои студенти успяват да ги заобиколят по време на следучебните часове). С изключването на eDonkey през 2005 г., Emule
става доминиращият клиент на мрежата eDonkey. През 2006 г. полицейски акции свалят Razorback2 от eDonkey сървъра и временно свалят The Pirate Bay.
През 2009 г. процесът срещу The Pirate Bay завършва с осъдителна присъда по отношение на първооснователите на тракера. Решението е обжалвано, което води до
втората осъдителна присъда през ноември 2010 г. През октомври 2010 г. Limewire е принудена да затвори изпълнявайки съдебната заповед на делото „Arista Records LLC срещу Lime Group LLC“, но мрежата на Gnutella остава активна чрез клиенти с отворен код като Frostwire и gtk-Gnutella. Освен това, мултипротоколен
софтуер за споделяне на файлове като MLDonkey и Shareaza са адаптирани, за да поддържат всички основни протоколи за споделяне на файлове, така че потребителите вече не трябва да инсталират и конфигурират множество програми за споделяне на файлове.
На 19 януари 2012 г. Министерството на правосъдието на САЩ затваря популярния домейн Megaupload (създаден 2005 г.). Сайтът за файлово споделяне твърди, че има
над 50 000 000 души на ден. Ким Дотком (бивш Ким Шмитц) е арестуван в Нова Зеландия и очаква екстрадиция. Случаят с провала на най-големия и популярен
сайт за файлово споделяне в света не е добре приет, като хакерската група Анонимните свалят няколко сайта свързани със случая. В дните след това, други
сайтове за споделяне на файлове започват да прекратяват услугите; Filesonic блокира обществените сваляния на 22 януари, а Fileserve последва примера на 23
януари.

## Законност на файловото споделяне
Правния дебат около споделянето на файлове причинява много съдебни дела. В Съединените щати някои от тези дела дори достигат до Върховния съд, както при делото
„MGM срещу Grokster“. В това конкретно дело Върховният съд постановява, че създателите на peer-to-peer мрежи могат да бъдат държани отговорни, ако е ясно, че намерението на тяхната програма е да се нарушават законите за авторското право.
От друга страна, споделянето на файлове не е непременно незаконно, дори ако произведенията са обхванати от авторското право. Например, някои артисти могат да
изберат да подкрепят Freeware, Shareware, отворения код или антиавторското право и поддържат използването на файлово споделяне като безплатен промоционален инструмент. Почти всички Freeware, софтуерът с отворен код могат да бъдат споделени съгласно правилата определени в лиценза за тази специфична част от
софтуера. Съдържание в публичното пространство може да се споделя свободно.

## Етика на файловото споделяне
През 2004 г. има около 70 милиона души, участващи в онлайн споделянето на файлове. Според проучване на CBS News през 2009 г. 58% от американците, които следят
въпроса за споделяне на файлове, считат, че ако дадено лице е собственик на музикален диск, е приемливо лицето да го споделя с ограничен брой от приятели и познати. При 18 – 29-годишните този процент достига до 70.

## Влиянието от споделянето на файлове
Според Дейвид Глен, пишещ летопис на висшето образование, „По-голямата част от икономически проучвания са заключили, че споделянето на файлове намалява продажбите“. Преглед на литературата от проф. Петър Тшмук (Tschmuck) : „Съществуват 22 независими проучвания за ефектите от споделяне на музикални файлове. От тези 22 проучвания, 14 – около 2/3 – са неразрешени сваляния с отрицателно или дори силно отрицателно въздействие върху музикалните продажби. Три от проучванията не са открили съществено въздействие, а останалите пет положително въздействие.“
След проучване на икономистите Феликс Оберхолцер-Гии и Колман Струмпф през 2004 г. те заключават, че ефектът от споделянето на музикални файлове, върху продажбите е „статистически граничещ около нулата“. Това изследване се оспорва от други икономисти, най-вече Стан Либовиц, който казва: „Оберхолцер-Гии и Струмпф правят множество предположения за музикалната индустрия, които са погрешни“. През юни 2010 г. Билборд съобщава, че Оберхолцер-Гии и Струмпф променят мнението си и че не повече от 20% от неотдавнашния спад в продажбите се дължи на споделянето.
Въпреки това, позовавайки се на Nielsen SoundScan като източник, съавтори твърдят, че незаконното изтегляне не ги прави по-малко оригинални. „В много творчески индустрии паричните стимули играят малка роля за мотивиране на авторите да останат креативни. Данните от новите творби са в съответствие с аргумента, че споделянето на файлове не обезкуражава автори и издатели. От появата на споделянето на файлове, производството на музика, книги, и филми се
увеличава рязко.“ Хората на Глен от Билборд оспорват данните: „Цифрите на SoundScan показват, че новите издания за дадена година не са непременно нови
творчески произведения“. RIAA също така отговарят, че новите версии и новите творчески произведения са две отделни неща. Това включва нови издания, нови
компилации на съществуващите песни, както и нови цифрови версии на албуми. SoundScan също установяват увеличаване на броя на търговците на дребно (особено нетрадиционни търговци на дребно) в своите извадки през годините, показват увеличаване на броя на новите версии пуснати на пазара. Оберхолцер и Струмпф разкриват, че „добрата възможност за проследяване на нови албуми не намалява стимула да ги създаваме“.
Проучване от 2006 г., изготвено от Биргит Андерсен и Марион Френц, публикувано от Канадската промишленост, не е в състояние да открие някаква пряка връзка между peer-to-peer споделянето на файлове и покупките на компакт дискове в Канада. Резултатите от проучването са критикувани от академичните среди и
последва оценка и от д-р Джордж Р. Баркър от Австралийския национален университет, стигнал до противоположно заключение. Като цяло 75% от peer-to-peer (P2P) свалящите отговарят, че ако P2P не е достъпна, те биха купили само чрез платени сайтове (9%), CD-та (17%) или чрез CD-та и платени сайтове (49%). Само 25% от хората казват, че не биха си купили музиката, ако е на разположение на P2P безплатно. Това ясно подсказва, че P2P мрежите не намаляват търсенето на музика, от 75% на музикални сваляния, което е доста противоречиво на твърденията публикувани от Андерсен и Френц.
Статия от журнала Management Science разкрива, че споделянето на файлове намалява шанса на некачествени албуми да влязат в музикалните класации и повишава
шанса на албумите, които биха се класирали в музикалните класации, което спомага на популярните и добре познатите творци по-често да остават в музикалните
класации. Това оказва негативно влияние за нови и по-малко известни музиканти, като същевременно се насърчава работата на вече популярни творци и знаменитости.
Мнозина твърдят, че споделянето на файлове е принудило собствениците на развлекателно съдържание да ги направят по-широко достъпни законно, чрез такси или
реклама в интернет, вместо да се задоволят само с телевизии, радиа, DVD, CD и театри. Законно закупеното съдържание чрез интернет е по-висок процент от
незаконното в Северна Америка според интернет трафик от 2009 година. Тъй като съдържанието става все по-достъпно за сваляне и намиране, с продължаващите
действия срещу незаконното споделяне на файлове, то вероятно ще намалява.